# Soyuz TMA-15M
Soyuz TMA-15M es un vuelo realizado en noviembre de 2014 a la Estación Espacial Internacional. Transportó a tres miembros de la tripulación de la Expedición 42 de la Estación Espacial Internacional. TMA-15M es el vuelo 124 de la Soyuz. La Soyuz seguirá probablemente a bordo de la estación espacial luego de transportar a la Expedición 43, para servir como vehículo de escape de emergencia.

## Tripulación
| Puesto               | Miembros de la tripulación                             | Miembros de la tripulación                             |
| -------------------- | ------------------------------------------------------ | ------------------------------------------------------ |
| Comandante           | Anton Shkaplerov, RSA Expedición 42 Segundo vuelo      | Anton Shkaplerov, RSA Expedición 42 Segundo vuelo      |
| Ingeniero de vuelo 1 | Samantha Cristoforetti, ESA Expedición 42 Primer vuelo | Samantha Cristoforetti, ESA Expedición 42 Primer vuelo |
| Ingeniero de vuelo 2 | Terry W. Virts, NASA Expedición 42 Segundo vuelo       | Terry W. Virts, NASA Expedición 42 Segundo vuelo       |